# Pirna
Pirna (česky zastarale Perno) je velké okresní město na Labi v německé spolkové zemi Sasko. Nachází se v zemském okrese Saské Švýcarsko-Východní Krušné hory, jehož je správním střediskem. Má přibližně 39 tisíc obyvatel. Historické město leží na železniční trati Děčín–Drážďany, nachází se v něm řada středních škol a mnoho památek a pro turisty je vstupní branou do Českosaského Švýcarska.

## Historie

### Středověk

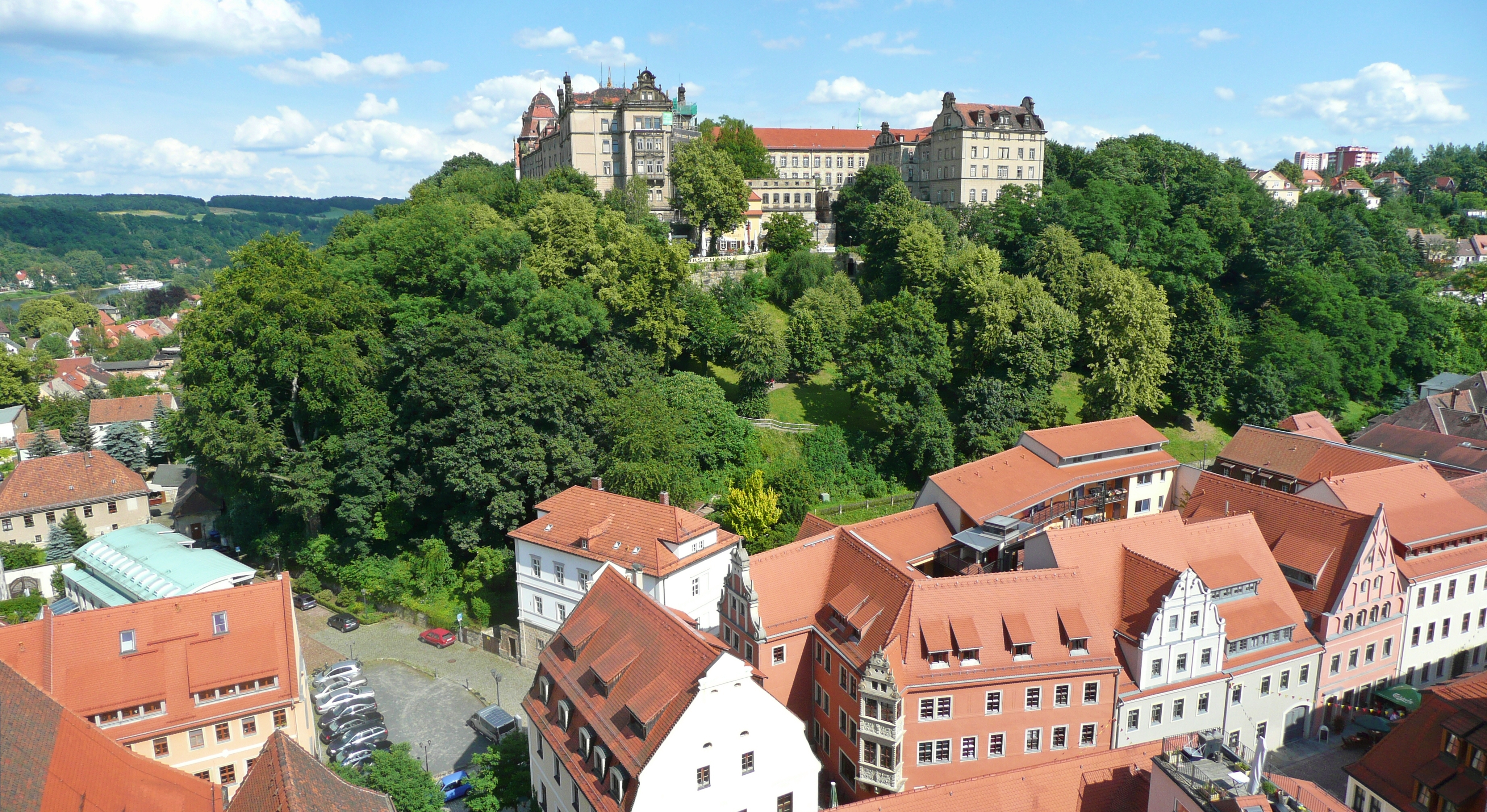
Pohled na zámek Sonnenstein z věže Kostela Panny Marie

Místo na břehu Labe bylo osídleno od paleolitu. V 6. století se zde usídlili Slované, kteří dali městu také jméno. Po dobytí oblasti východními Franky (roku 929 byla založena Míšeň) vznikl v 11. století na vrchu hrad (dnešní Sonnenstein) a pod ním později podhradí s kostelem Panny Marie. Již ve 13. století obdrželo osídlení městské právo. V písemných pramenech je Pirna poprvé zmíněna k roku 1233. Tou dobou byla již rychle rostoucím městem, které profitovalo ze své polohy na Labi, jež bylo jednou z nejdůležitějších obchodních tras mezi míšeňským markrabstvím a Čechami.
Roku 1293 byla Pirna ovládnuta králem Václavem II., čímž se stala do roku 1405 součástí českého království. Roku 1351 sem svolal císař Karel IV. sněm šlechty, který měl rozhodnout o nesrovnalostech ohledně braniborského markrabství. V 50. letech 15. století obdržel město saský kurfiřt Friedrich II. Pirna však nadále zůstala českým lénem.
Roku 1501 postihla město velká povodeň, při které bylo zatopeno centrální náměstí, podobně jako při další povodni roku 1510.
Roku 1502 začala stavba nového městského kostela, dnešní St. Marienkirche – kostel Panny Marie, pod vedením místního mistra Petra Ulricha. Kostel byl dokončen roku 1546, hlavní oltář z pískovce pak roku 1614.

### Novověk

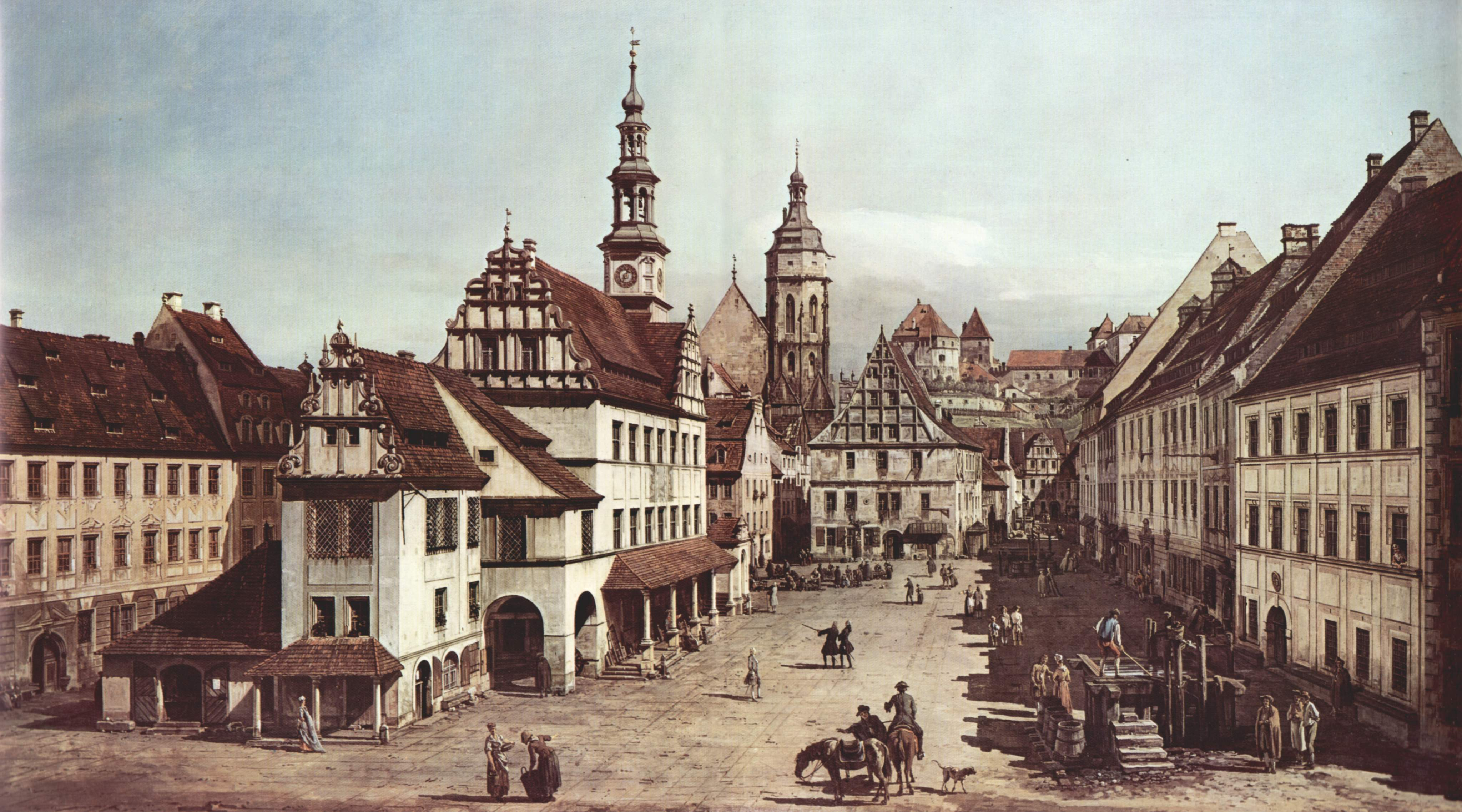
Bellotto: Náměstí v Pirně (1753–54)

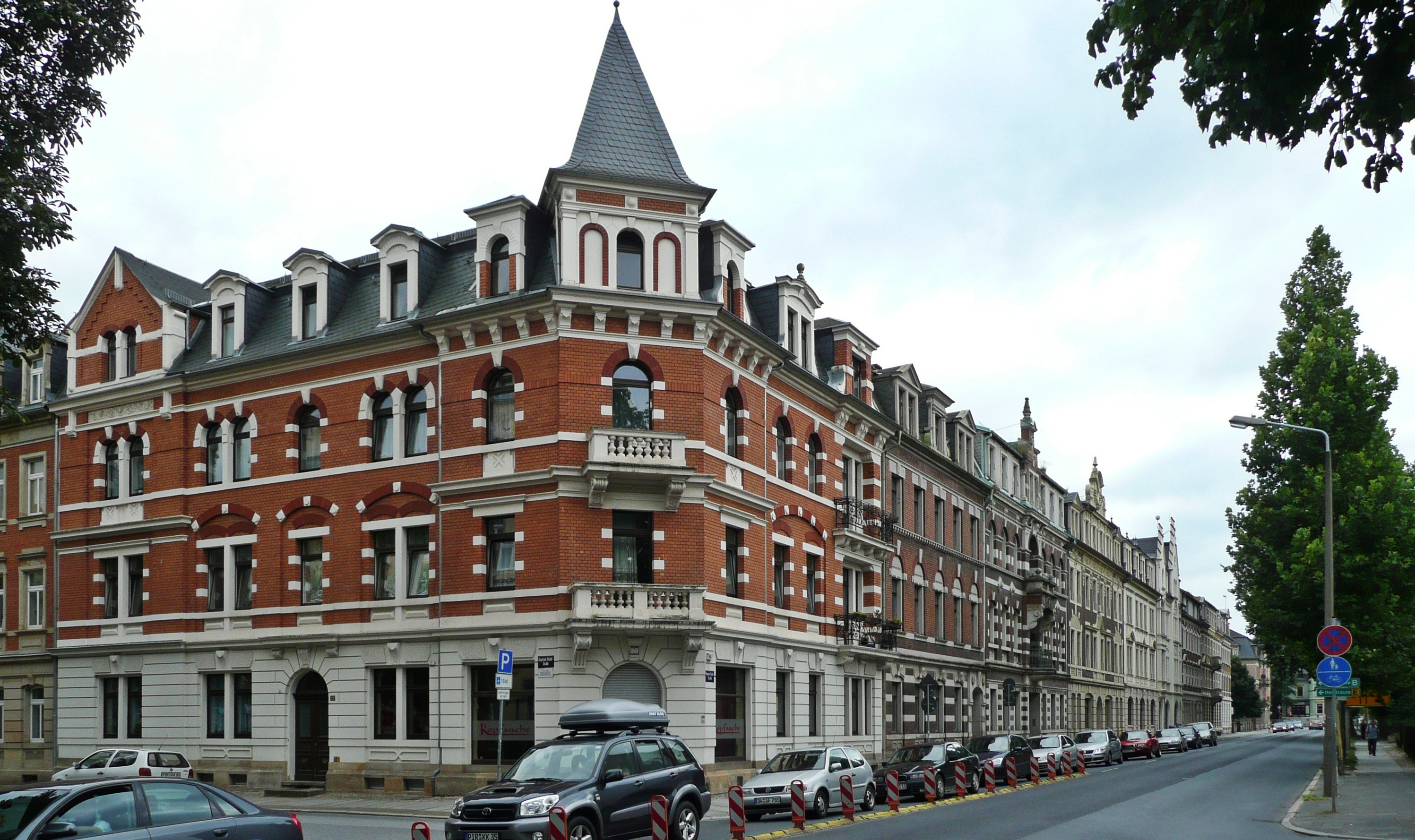
Typická výstavba na Západním předměstí – Westvorstadt (Maxim-Gorki-Straße)

Stejně jako v dalších městech v Sasku byla i v Pirně provedena reformace. Roku 1539 byl v Pirně ustanoven luterský farář a byly zakázány katolické mše. Roku 1540 byly všechny majetky katolické církve v Sasku zkonfiskovány, takže zanikl i místní dominikánský klášter. Knihy byly převezeny na univerzitu do Lipska, budovy byly rozprodány měšťanům a zčásti zbořeny. Od roku 1544 byl městský hrad postupně přestavěn na zemskou pevnost.
Za třicetileté války byla postavena městská hradba. V roce 1628 přišla do Pirny řada českých exulantů, někteří z nich v roce 1631 odešli se saským vojskem zpátky do Prahy, ale brzy museli Čechy zase opustit. Roku 1639 dobyli Pirnu Švédové a během dlouhého obléhání pevnosti město zpustošili. 600 měšťanů bylo zabito a jen statečný čin lékárníka Jacobaera zachránil město před definitivním vypálením. Od roku 1670 byl hrad Sonnenstein přestavován na barokní pevnost.
Za sedmileté války vpadli do Saska bez vyhlášení války Prusové, kteří roku 1756 Pirnu i s pevností Sonnenstein obsadili. Roku 1758 byl Sonnenstein dobyt Rakušany, kteří jej srovnali se zemí.
Roku 1811 byl Sonnenstein přeměněn na ústav pro duševně choré. Ale již roku 1813 byl obsazen Napoleonem, jehož jednotky zde zůstaly až do kapitulace Drážďan na podzim téhož roku.
Roku 1845 postihla Pirnu velká povodeň. Labe tehdy dosáhlo 8,77 metru. Dosažená hladina sloužila jako klíčové měřítko pro výstavbu železniční trati Drážďany-Děčín v labském údolí. Železnice byla vystavěna o metr výše než byl maximální stav vodní hladiny při povodni. Provoz na trati Pirna-Drážďany byl pak zahájen roku 1848.
Za prusko-rakouské války roku 1866 stálo Sasko po boku Rakouska a bylo obsazeno. V Pirně byla umístěna do roku 1868 pruská posádka.
Od roku 1862 vznikaly ve městě a jeho okolí první továrny. Šlo o strojírenské podniky, sklárny a továrny na buničinu či umělé hedvábí. Roku 1875 byl dokončen kamenný most přes Labe. To bylo impulsem pro přesun nádraží a výstavbu tzv. Západního předměstí (Westvorstadt), kde byla do první světové války vystavěna řada historizujících domů. Roku 1890 měla Pirna skoro 14 tisíc obyvatel.

### 20. století

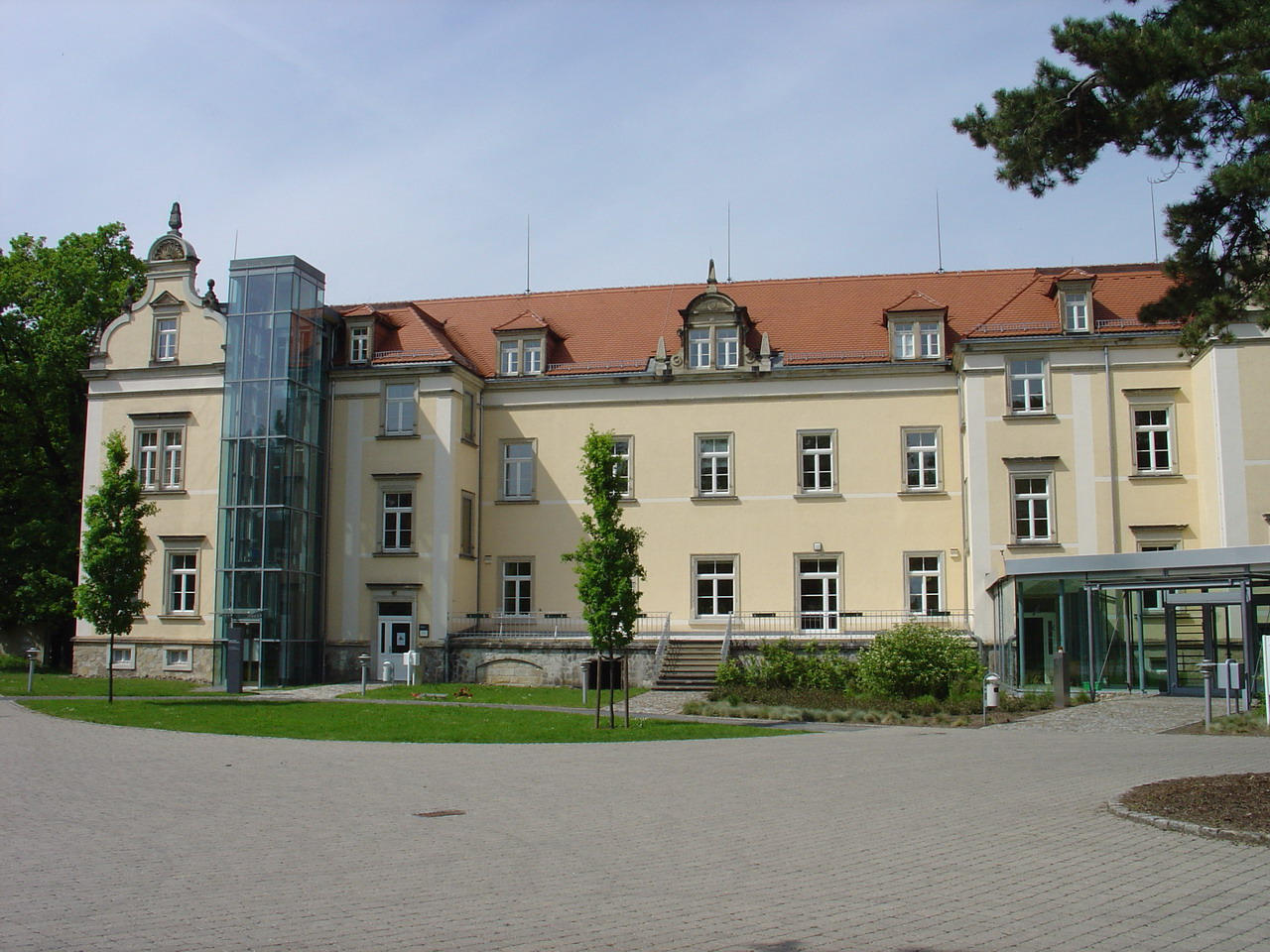
Památník Pirna-Sonnenstein

Na přelomu let 1922 a 1923 bylo město rozšířeno o okolní obce a dosáhlo počtu 30 tisíc obyvatel.
V listopadu 1938 proběhl i v Pirně pogrom spojený s rabováním židovského majetku v několika obchodech. V letech 1940–1941 se ústav pro choromyslné Sonnenstein stal místem likvidace tělesně i mentálně postižených a starých lidí, dovezených na Sonnenstein z různých ústavů či koncentračních táborů. Bylo zde zplynováno 15 tisíc obětí. Za války zemřelo ve městě asi 3500 lidí. Město bylo obsazeno 8. května 1945 Rudou armádou.
Po válce bylo významným nacistům zabaveno přes 230 objektů a roku 1946 byly znárodněny všechny průmyslové podniky. V období NDR vzniklo v Pirně několik průmyslových podniků, které ale vesměs nepřežily rok 1990, vzniklo panelové sídliště pro 10 tisíc lidí, kdežto historické město silně zchátralo, řada domů se stala naprosto neobyvatelnými a Labe bylo tak znečištěné, že se v něm nesmělo koupat. Velkým problémem bylo i vysoké znečištění vzduchu. 80 % budov ve starém městě bylo po roce 1990 rekonstruováno, čímž se historická část města stala velkým turistickým lákadlem.
Roku 1998 zde bylo založeno česko-německé Gymnázium Friedricha Schillera, kde spolu s přibližně 900 německými studenty studuje zhruba 90 českých stipendistů, ubytovaných v internátu blízko náměstí. Část německých studentů se intenzivně učí česky, čeští německy.
V srpnu 2002 postihla Pirnu velká povodeň, při níž byla řada nově rekonstruovaných domů zatopena až do prvního patra. Roku 2011 byla ukončena náročná rekonstrukce zámku Sonnenstein.

## Správní členění
Pirna se dělí na 20 místních částí:
- Birkwitz
- Bonnewitz
- Copitz
- Cunnersdorf
- Graupa
- Jessen
- Krietzschwitz
- Liebethal
- Mockethal
- Neundorf
- Niedervogelgesang
- Obervogelgesang
- Pirna
- Posta
- Pratzschwitz
- Rottwerndorf
- Sonnenstein
- Zatzschke
- Zehista
- Zuschendorf

## Politické poměry
V komunálních volbách roku 2014 získala Křesťansko-demokratická unie (CDU) 34,13 % hlasů, Levice (Die Linke) 19,18 %, Nezávislí (Freie Wähler) 9,04 %, sociální demokracie (SPD) 8,93 %, pravicově extremistická Národně demokratická strana Německa (NPD) 8,5 % a Zelení (Die Grünen) 5,19 % hlasů. V letech 2010 až 2024 byl primátorem Klaus-Peter Hanke (nezávislý). Od února 2024 zastává post primátora Tim Lochner (nezávislý, zvolený za AfD).

## Památky

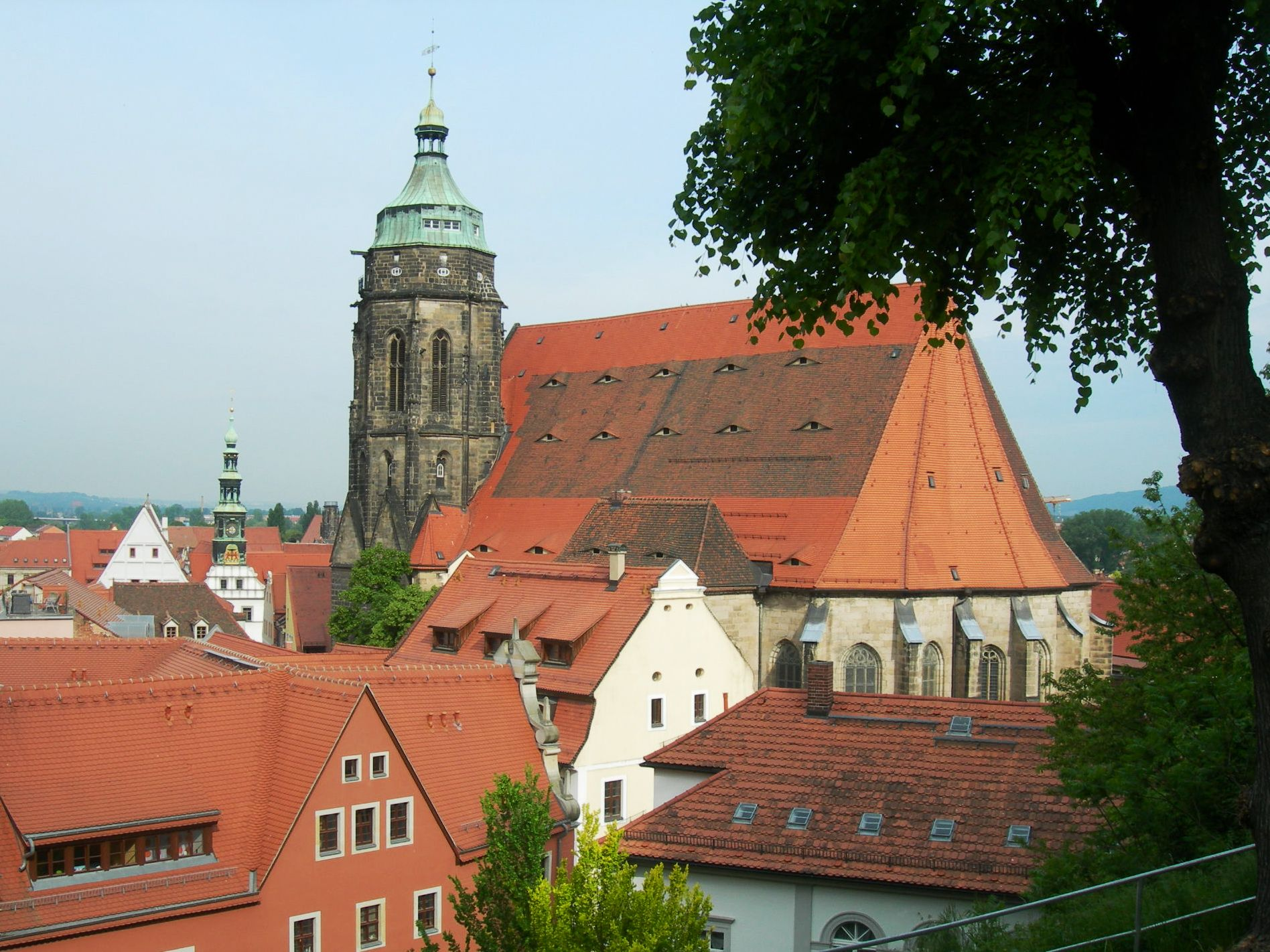
Kostel Panny Marie (1502-1546)

Historické jádro města je velmi dobře zachované. Na náměstí a v přilehlých ulicích je řada barokních a hlavně renesančních měšťanských domů s pozdně gotickými detaily (portály, plastiky, domovní znamení apod.). Náměstí si zachovalo celkový ráz malého města z 18. století, jak ostatně ukazuje i porovnání s obrazem italského malíře Bellotta z let 1754–1755 (výše). Zajímavostí jsou i veřejné kašny vytesané z jednoho kusu pískovce.

### Nejvýznamnější pamětihodnosti
- Kostel Panny Marie (St. Marienkirche), postavený v letech 1502–1546, je velká trojlodní hala s bohatou síťovou klenbou a mohutnou kamennou věží. Zařízení je většinou barokní, včetně varhan. Zvenčí je k vidění řada renesančních a barokních náhrobků.
- Radnice pochází z doby renesance. V baroku i později byla různě přestavována. Barokní věž s hodinami pochází z roku 1718. Na fasádě jsou sluneční hodiny a řada plastik. Renesanční znak města je umístěn na východním portálu (lev a hruška).
- Kostel sv. Jindřicha (Klosterkirche St. Heinrich) byl zřízen jako součást dominikánského kláštera, založeného kolem roku 1300. Okolo roku 1400 byl pak přestavěn na dvojlodní kostel s nízkou věží. Kostel sloužil po uzavření kláštera jako skladiště. Od roku 1952 byl katolickou obcí postupně upravován a dnes slouží bohoslužbám. V sousedním areálu bývalého dominikánského kláštera je dnes městské muzeum.
- Hrad a zámek Sonnenstein na kopci nad městem byl mnohokrát přestavován. Dnes se zde nalézá památník a muzeum, dokumentující likvidaci tělesně a mentálně postižených za nacistického režimu.
- Labská promenáda je součástí cyklostezky na levém břehu Labe s malebnými výhledy na labské údolí.
- V městské části Graupa je muzeum R. Wagnera, který v romantickém Liebenthalském údolí (či spíše pískovcovém kaňonu) napsal operu Lohengrin.

## Školství

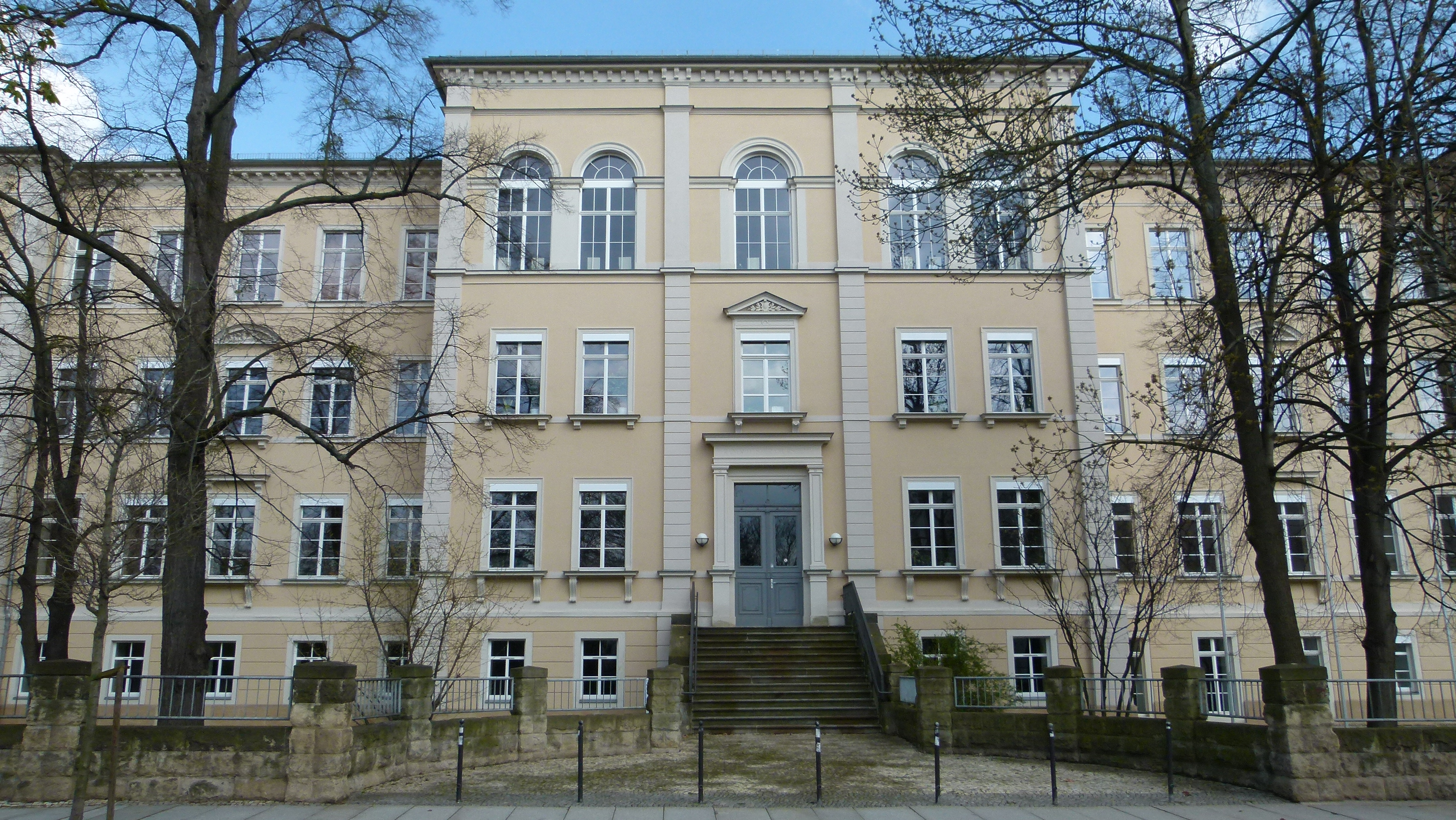
Gymnázium Friedricha Schillera

Ve městě se nalézá vedle česko-německého Gymnázia Friedricha Schillera ještě Gymnázium Johanna Gottfrieda Herdera. Dále zde působí hotelová odborná škola, odborná škola pro techniku a odborná škola pro hospodářství. Odborná škola pro jazyky a informatiku je soukromá.

## Hospodářství
Mezi největší místní zaměstnavatele patří dva výrobci umělých dílů pro automobilový průmysl – KTSN Kunststofftechnik Sachsen (260 zaměstnanců) a Ehrlich Werkzeug- und Gerätebau (95 zaměstnanců). Dodavatel automobilové elektroniky Fahrzeugelektrik Pirna zaměstnává na 280 lidí. K nejvýznamnějším zaměstnavatelům patří i zpracovatel oceli Edelstahlwerke Schmees s 240 zaměstnanci či výrobce baterií LITRONIK GmbH, který dává práci 190 lidem. Těžba a zpracování pískovce zaměstnává kolem 90 lidí (Sächsische Sandsteinwerke GmbH). I přes několikaprocentní snížení v minulých letech je nezaměstnanost v Pirně ještě poměrně vysoká – pohybuje se okolo 10 % (prosinec 2013).

## Osobnosti
- Pavel Stránský ze Záp (1583–1657), exulant, spisovatel
- Václav Nosidlo z Geblic (1592–1649), exulant, autor pirenské kroniky.[5]
- Samuel Martinius z Dražova (1593–1639), spisovatel, oponent Jednoty bratrské
- Ekkehard Wlaschiha (1938–2019), operní pěvec
- Ramona Neubertová (* 1958), atletka

## Partnerská města
- Bolesławiec, Polsko
- Děčín, Česko
- Longuyon, Francie
- Remscheid, Německo
- Reutlingen, Německo
- Varkaus, Finsko

## Fotogalerie

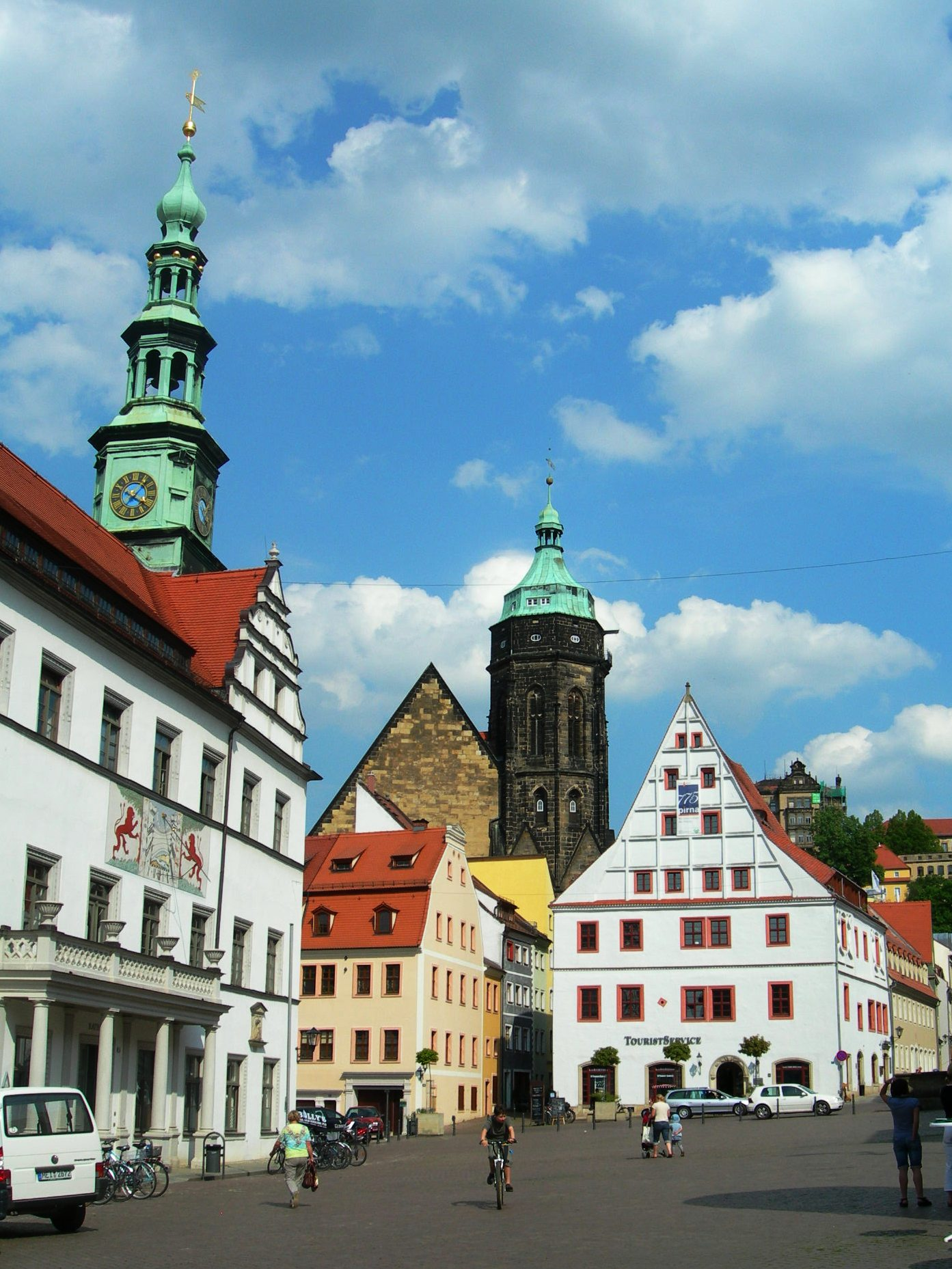
Náměstí
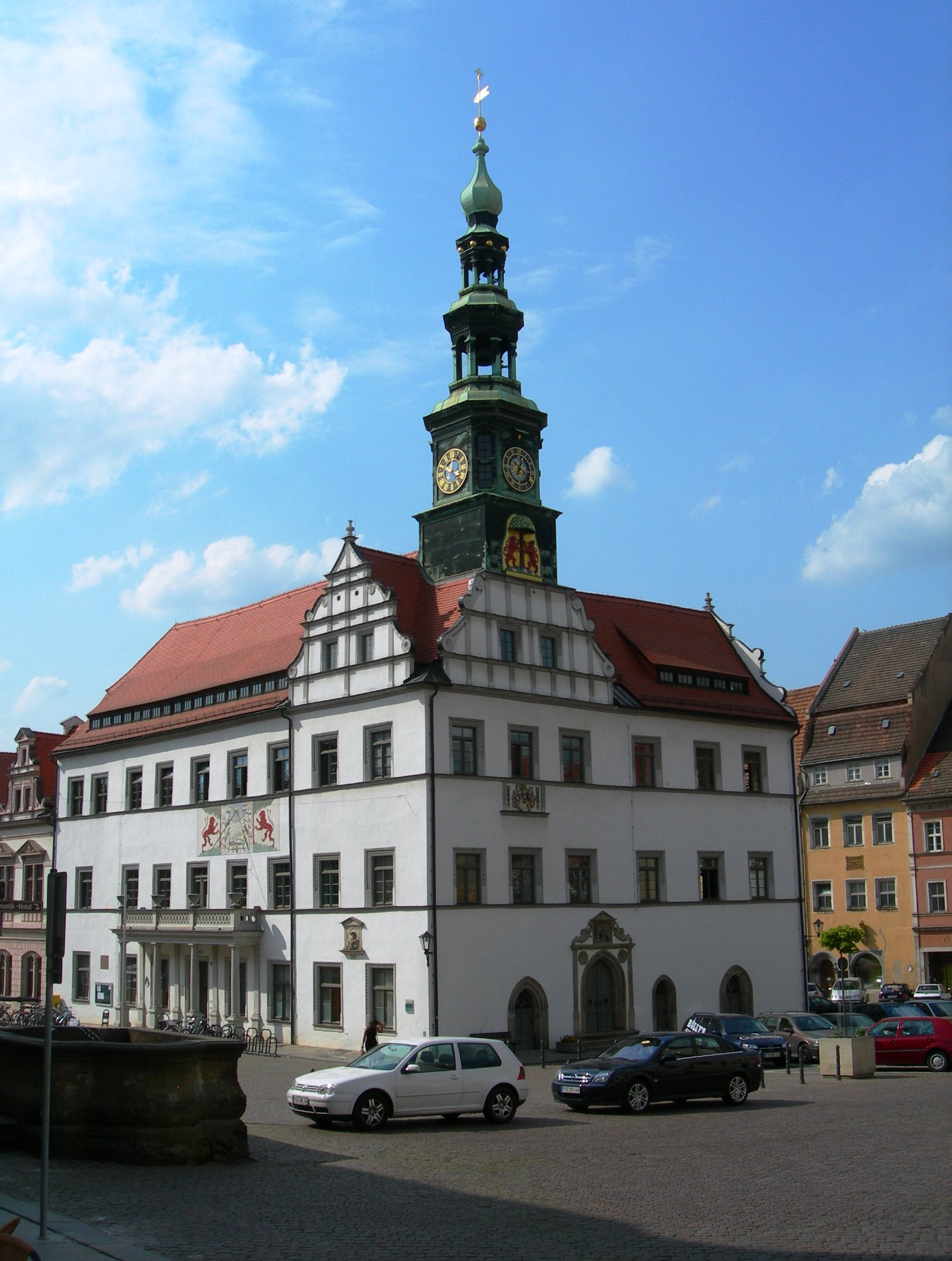
Radnice
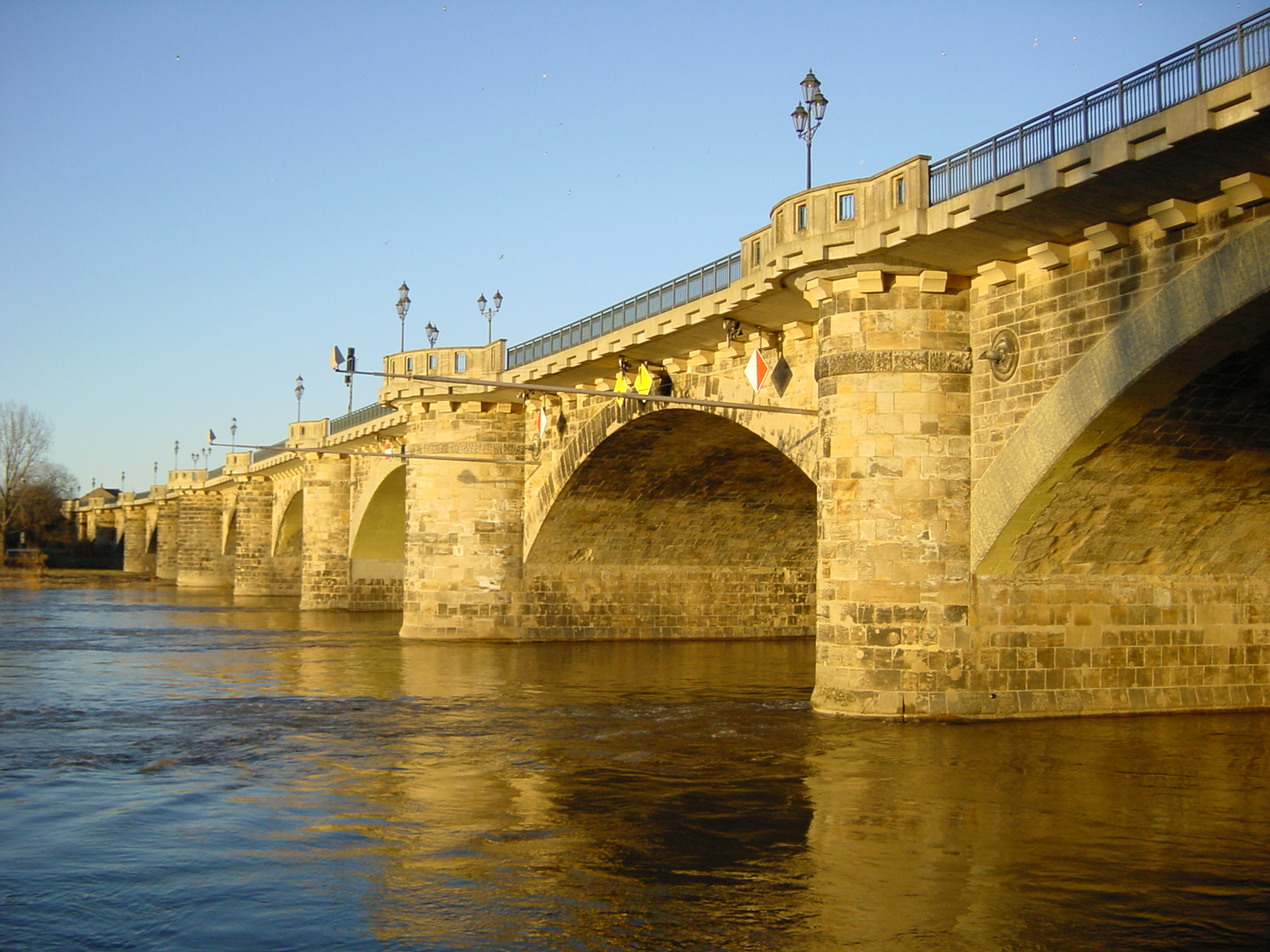
Starý most
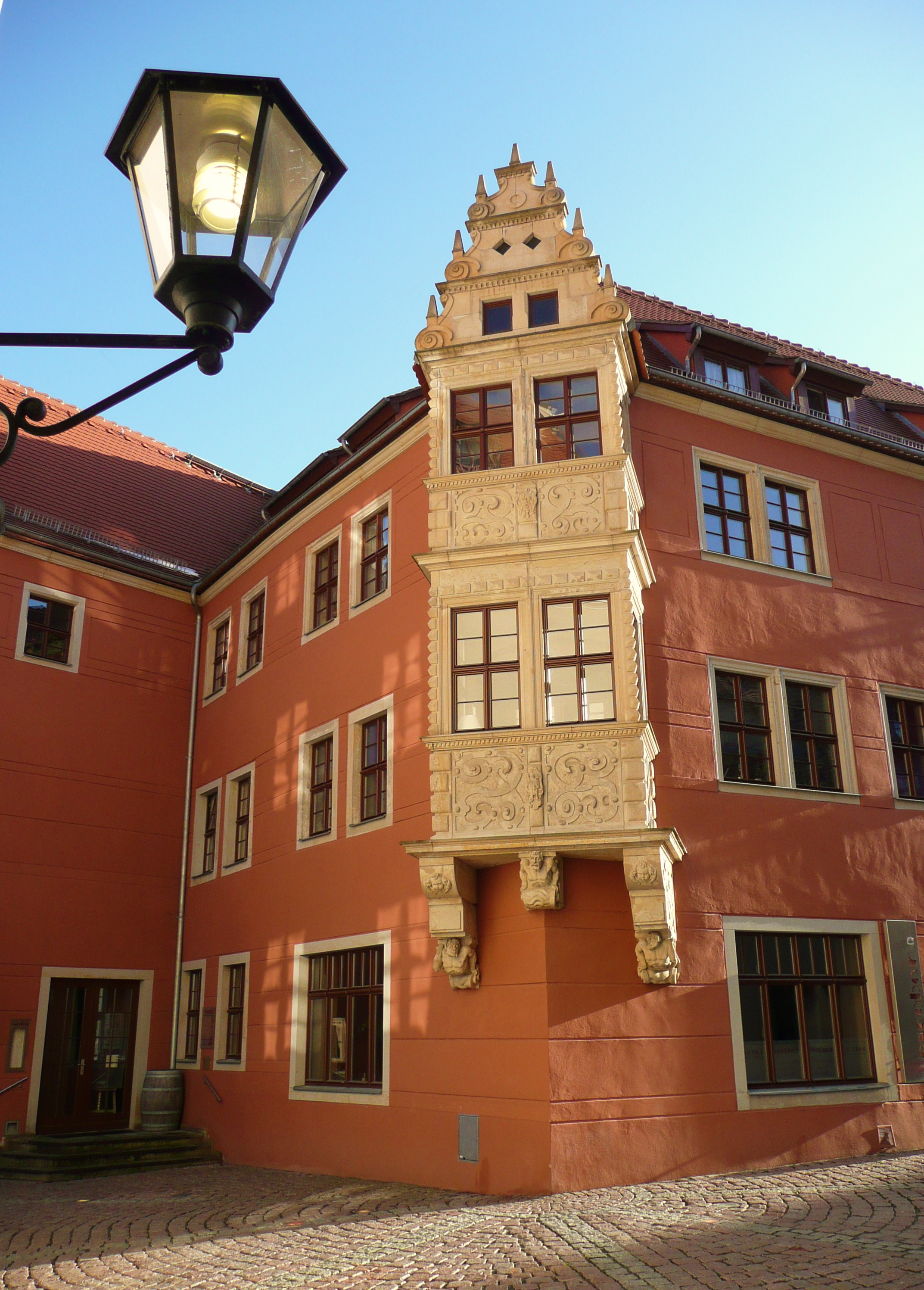
Dům s čertovým arkýřem